# José Javier Nagore San Martín
José Javier Nagore San Martín (Pamplona, 15 de marzo de 1947) es un diplomático español.

## Carrera diplomática
Tras licenciarse en Derecho en la Universidad de Navarra, ingresó en 1977 en la carrera diplomática, como director-jefe de la Sección de Organismos Interamericanos en la Dirección General de Política Exterior para Iberoamérica. 
Ha estado destinado en las representaciones diplomáticas españolas en Agadir (Marruecos, 1977), San José (Costa Rica, 1983) y Toulouse (Francia, 1986). Ha sido director adjunto del Gabinete Técnico del secretario de Estado del Ministerio de Asuntos Exteriores y subdirector general de Personal de dicho Ministerio. En septiembre de 1996 fue nombrado Embajador de España en Camerún, en diciembre de ese mismo año asumió también la representación diplomática de España en el Chad y en febrero de 1998 fue nombrado embajador de España en la República Centroafricana. En octubre del 2000 fue nombrado Embajador de España en Honduras.
De regreso a España, fue vocal asesor en la Subdirección General de Personal y cónsul general de España en Bayona (2004) y en Lisboa (2011). En junio de 2014 fue nombrado Embajador de España en Kenia, y poco después, también embajador en Uganda, y Somalia, cargos que desempeñó hasta marzo de 2017, fecha de su jubilación. Un año antes fue ascendido a la categoría de Embajador de España.